# Mikkel Bro Hansen
Mikkel Bro Hansen (født 25. januar 2009 i Lystrup) er en dansk professionel fodboldspiller, der spiller som angriber for Eliteserien-klubben Bodø/Glimt.

## Klubkarriere
Som ungdomsspiller udviklede Bro Hansen sig i Lystrup IF og Midtjylland, inden han i 2021 skiftede til AGF’s talentakademi, hvor han arbejdede sig op gennem rækkerne – han begyndte at spille for klubbens U/19-hold som blot 14-årig. Den 25. januar 2025 skiftede han til den norske klub Bodø/Glimt på en kontrakt, der løber til 2027. Han fik sin seniordebut for klubben i en 8–0-sejr over Innstrandens IL i den norske pokalturnering, hvor han scorede et hattrick i første halvleg. Han fik sin ligadebut for Bodø/Glimt i en 3–0-sejr over Hamarkameratene i Eliteserien den 5. april 2025.

## Landsholdskarriere
Bro Hansen er ungdomslandsholdsspiller for Danmark og fik sin debut for Danmarks U/16-landshold i april 2024.